# Androsace foliosa
Androsace foliosa är en viveväxtart som beskrevs av Jean Étienne Duby och Joseph Decaisne. Androsace foliosa ingår i släktet grusvivor, och familjen viveväxter. Inga underarter finns listade i Catalogue of Life.